# Јефтимије Ивановић
Јефтимије Ивановић (Кувеждин, данас Дивош 31. јануар 1773 — Сремска Митровица, 8. фебруар 1849) био је српски свештеник, књижевник и професор.

## Биографија

### Образовање
Гимназију и филозофију завршио је у Сегедину (1794) а затим Богословију у Сремским Карловцима (1797). Током школовања у Богословији издржавао га је манастир Кувеждин, у којем је једно време био манастирски ђак.

### Професор
Од 1798. до 1806. био је професор припремног разреда у Карловачкој гимназији.

### Свештеник
За ђакона је произведен марта 1802, а за свештеника августа 1806. и постављен за пароха Световаведењске цркве у Карловцима.
Затим је годину дана (1811-1812) био парох у Шиду, да би на своју молбу био премештен у Земун. Током службовања у Шиду, на предлог великог жупана грофа Елца, изабран је за члана Судског стола Сремске жупаније.
По доласку у Земун основао је школски фонд за одржавање српских школа и написао Устав који је дефинисао рад фонда. Његовим заузимањем 1813. осликан је и позлаћен иконостас у Богородичиној цркви, а 1814. подигнута нова звона и сазидана капела у контумацу. Као заслужни прота био је члан Архидијецезалне конзисторије и Апелаторије. Био је противник Вукове реформе, а у Земуну се завадио са Вуковим присталицом трговцем Василијем Васиљевићем. Овај сукоб је трајао пет година (1827-1832), да би на крају против себе окренуо и грађане Земуна, па био осуђен због злоупотребе положаја и клевете на десет месеци затвора.
Након одслужене казне у Варадину краћи период је живео у Сремским Карловцима. Потом је био протојереј у Сремској Митровици (1833-1835), Вуковару (1835-1839) и поново Митровици (од 1839. до смрти).

### Књижевни рад
Говорио је немачки, руски и латински. Под утицајем Доситеја слободно је превео с немачког књигу Бланшара и Шилера Нови Плутарх. Превод/адаптацију објавио је у четири књиге, штампане у раздобљу од 1809. до 1841. године. Првом тому додао је биографију Стефана Душана, другом тому Стефана Немање, Светог Саве и Јована Рајића и четвртом тому Карађорђа.
Користећи као предложак прераду Герига и Ермана беседа санктпетербуршког архиепископа Амвросија, написао је две књиге поучних беседа за недељне и празничне дане.

## Занимљивости
Ивановић је допринео увођењу прославе Светог Саве као школске славе. Уставом школског фонда који је основао 1812. у Земуну било је одређено да се „Свети Сава има обележавати као заштитник српских школа”.